# Scopula subsignaria
Scopula subsignaria är en fjärilsart som beskrevs av Walker 1861. Scopula subsignaria ingår i släktet Scopula och familjen mätare. Inga underarter finns listade.